# Fontaine du Pont Joubert
La fontaine du Pont-Joubert, parfois appelée à tort fontaine du Légat en confusion avec une autre qui était située plus loin, est un petit édifice de la fin du Moyen Âge situé en bord de la rivière du Clain à Poitiers, dans le département de la Vienne. Elle jouxte un pont médiéval, le Pont Joubert, d'où son nom.

## Historique

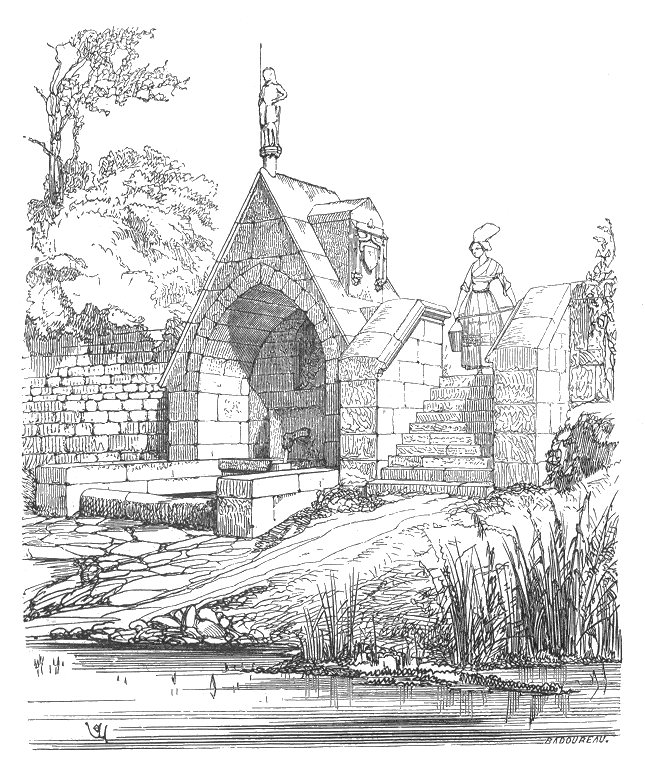
dessin de Viollet-le-Duc. L'architecte y a rajouté une statue de fantaisie

La fontaine abrite une source intarissable provenant des falaises des Dunes et s'écoulant dans le Clain. 
Elle se présente sous la forme d'un édicule gothique vouté en arc brisé très simple. Sur le côté se trouvent les armoiries du commanditaire, aujourd'hui illisibles, sous un gâble sculpté de motifs gothique flamboyants. On y voit aussi deux armoiries rajoutées par des maires successifs lors de travaux de réparation. Celles de Gaucher de Sainte-Marthe ont été sculptées sur le fronton avec la date de 1579. Au fond de l'édicule, juste au-dessus du bassin, on voit les vestiges d'un cartouche baroque très sculpté contenant d'autres armoiries et l'inscription suivante : SIRE RENE CITOYS MAIRE. René Citoys était maire de Poitiers en 1663. 
Une petite niche située au-dessus permettait peut-être d'y placer une statue. 
L'eau de cette fontaine était très appréciée, le pavage de ses abords ayant du être refait un nombre considérable de fois au fil des siècles selon les archives. 

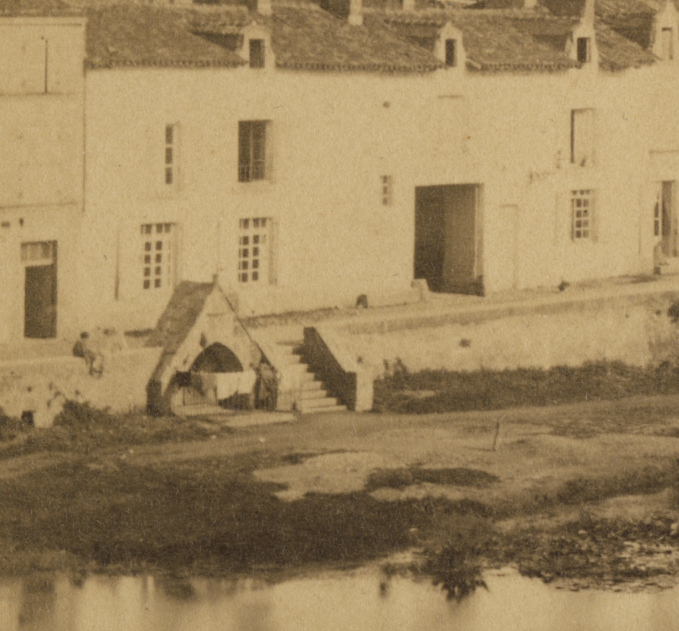
Détail d'une photo des frères Neurdein montrant la fontaine avant déplacement, vers 1885

Au XVIe siècle, le poète Scévole de Sainte-Marthe en a écrit un poème (où il la dénomme fontaine Louis du nom de son frère, alors maire de la ville). Les poètes de l'Université de Poitiers, imitant ceux de la Pléiade, avaient surnommé la fontaine la "nymphette jobertine", rappelant par là les nymphées de la tradition latine. 
Elle faillit disparaître plusieurs fois, comme les autres fontaines qui longeaient la rivière. Une première fois en juin 1870 où son architecture faillit être remplacée par une borne fontaine en fonte, puis en 1899, lorsqu'un élargissement de la rue faillit la faire disparaitre. Elle fut déplacée environ six mètres en avant à son emplacement actuel, selon la même configuration et le même axe. En revanche l'escalier fut changé de sens par rapport à sa disposition d'origine (visible sur la gravure de Viollet-le-Duc). Des cartes postales du début du XXe siècle montrent encore des lavandières qui rincent le linge dans la rigole de la fontaine. 
La fontaine est aujourd'hui entourée d'un petit jardin public.
Elle est inscrite à l'inventaire supplémentaire des monuments historiques par arrêté du 17 avril 1935.

## Les autres fontaines du Clain au Moyen Âge

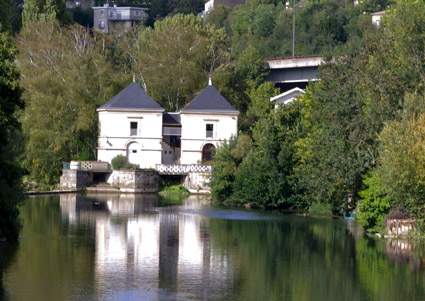
Ancienne station de pompage dit Moulin de la Celle, aujourd'hui Villa des Fontaines. Vue prise du Pont-Joubert

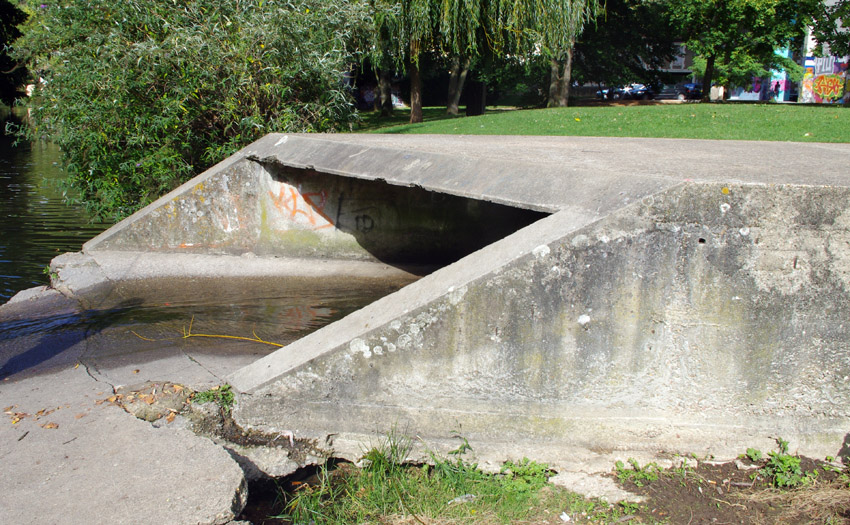
Ruisselet d'eau se déversant dans le Clain à l'emplacement de la Fontaine du Pape, jardin du Clain-Nouveau

Une demi-douzaine de fontaines se trouvaient parsemées le long du Clain au Moyen Âge, généralement auprès des portes de ville (fontaines de Tison, de Chasseigne, de Tabouleau rive gauche, puis Saint-Cyprien, Pont-Joubert, Celle et Pape rive droite). 
Le long des actuelles rues de la Croix-Rouge et des Quatre-Roues, en aval du Clain, subsiste le souvenir de deux d'entre elles : 
La fontaine de la Celle était située vers le milieu de la rue de la Croix-Rouge, à l'emplacement de l'actuelle villa Les Fontaines (au 18 bis). Son nom vient de ce qu'elle appartenait aux religieux de l'abbaye Saint Hilaire-de-la-Celle. Le débit de cette source était important. Elle fut transformée à partir de 1809 avec la construction d'un moulin à blé, acheté ensuite par la ville et aménagé en station de pompage à partir de 1838. L'eau était élevée jusque sur le plateau et stockée dans un réservoir au parc de Blossac. En 1849 cette machine pouvait élever jusqu'à 700 m3 d'eau par jour. En 1861, on adjoint un moteur à vapeur à la machine hydraulique permettant d'élever environ 1 500 m3 d'eau en 24 heures. On y construit une cheminée. L'ensemble cesse de fonctionner en 1893 et la cheminée est démolie. Les bâtiments existent encore.
La fontaine du Pape était située à l'emplacement des Jardins du Clain-Nouveau (peu avant l'emplacement des piles de la voie express). L'origine du nom viendrait d'une légende qui raconte que le pape Urbain II y aurait bu, lorsqu'il est venu prêcher les croisades à Poitiers et consacrer l’abbaye de Montierneuf en 1096. Plus vraisemblablement, le nom viendrait de Guillaume Parthenay, que l'on surnommait alors "Pape", maire de la ville en 1405 et propriétaire de terrains le long de la rivière. C'est certainement à partir de ce nom qu'est venu l’appellation fontaine du Légat pour la fontaine du Pont-Joubert. Aujourd'hui les eaux d'écoulement de la falaise passent dans une canalisation avant de se déverser dans le Clain.

## Iconographie
La fontaine du Pont-Joubert est mentionnée sur le plan gravé par Du Pinet en 1564 de même que sur la vue topographique de Joris Hoefnagel dans le Civitatis Orbis Terrarum de Georg Braun (édition de 1572, gravure qui plagie celle de Du Pinet). Ces deux plans mentionnent dans leurs légendes à la fois la fontaine du Pont-Joubert et celle du Pape. En revanche, elles sont très fantaisistes et n'apportent pas d'informations visuelles précises.

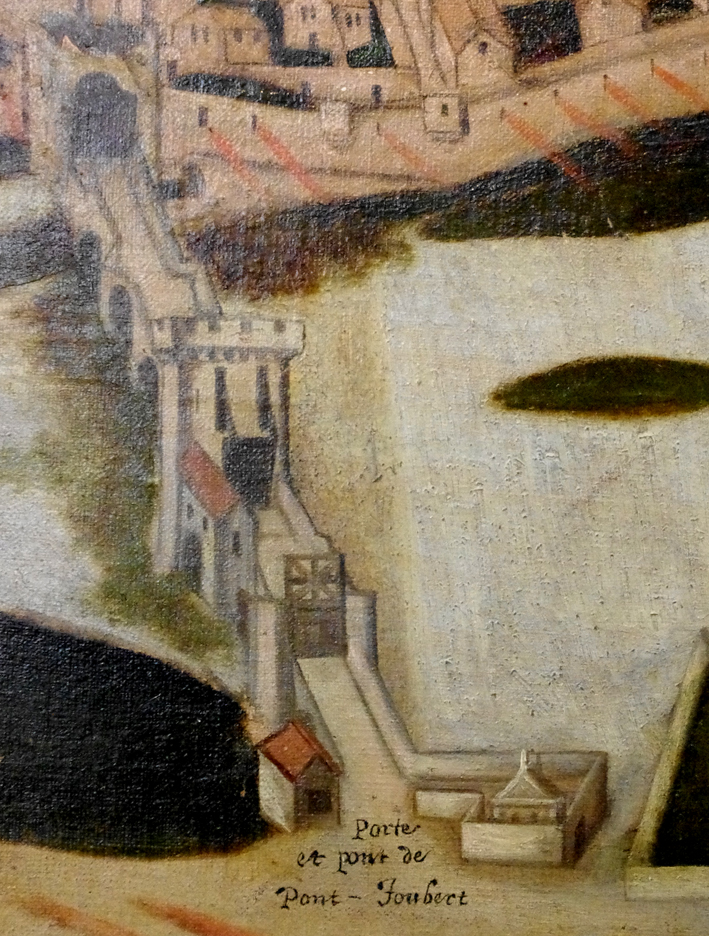
Détail du Siège de Poitiers en 1569 par François Nautré (Musée Sainte-Croix montrant le Pont-Joubert et la fontaine

La fontaine apparait ensuite sur la grande vue topographique réalisée par François Nautré en 1619 et représentant les épisodes du siège de Poitiers en 1569 par Coligny (Musée Sainte-Croix). Elle y est entourée d'un petit muret, mais contrairement aux autres sites de la ville elle n'est pas légendée.
La fontaine apparait dans un dessin de Claude Thiénon réalisé vers 1817 représentant le Pont-Joubert, sa porte fortifiée et sa chapelle, et l'église Sainte-Radegonde. L'artiste en fait un paysage pittoresque dans la veine romantique : le petit édicule gothique est entourée d'herbes folles dans une cadre de verdure.
Alphonse Le Touzé de Longuemar en a réalisé une gravure qui illustre un article sur le fontaines publiques du Moyen Âge dans le Bulletin monumental de 1857

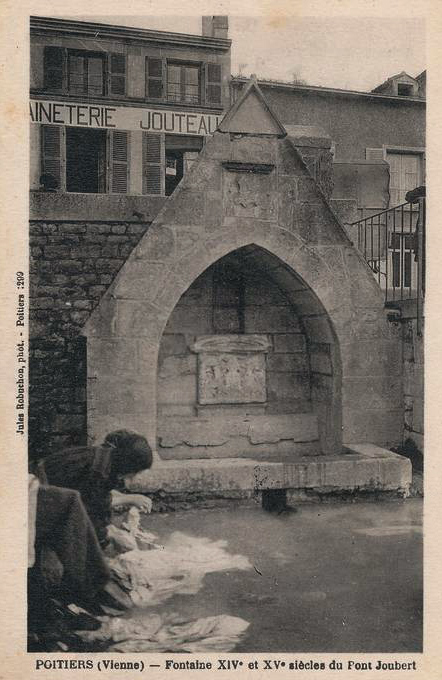
Carte postale, vers 1900

Viollet-le-Duc s'en servit dans son Dictionnaire raisonné de l’architecture française du XIe siècle au XVIe siècle afin d'illustrer l'article « fontaine ». Voici ce qu'il en dit :
Dans les contes et fabliaux des XIIe et XIIIe siècles, il est souvent question de ces sortes de fontaines, et sans sortir du domaine de la réalité, nous voyons encore, en Poitou, en Normandie, en Bretagne et en Bourgogne, un assez grand nombre de ces fontaines placées sur le bord des routes pour les besoins du voyageur. La source est ordinairement couverte par une arcade en maçonnerie, le bassin s'avançant sur la voie comme pour inviter à y puiser; des bancs permettent de se reposer sur ses bords; une niche, ménagée au fond de la voûte, reçoit la statue de la Vierge ou d'un saint; les armoiries du fondateur décorent le tympan de l'arcade ou les parois de la fontaine. En dehors du faubourg de Poitiers, le long du Clain, on voit encore une fontaine de ce genre, restaurée en 1579, mais dont la construction remonte au XIVe siècle. Elle tourne le dos à la route, et on arrive à son bassin au moyen d'une rampe établie sur l'une des parois de l'édicule. Les armoiries du donateur sont disposées de façon que de la route et de cette rampe on peut les reconnaître. La disposition de ces fontaines est évidemment fort ancienne; on y reconnaît la trace de l'antiquité romaine.
Des photographies du Pont-Joubert réalisées par Alfred Perlat et les frères Neurdein vers 1880 montrent la fontaine dans son état avant déplacement, avec l'escalier tel que dans les gravures anciennes. Une carte postale très diffusée de Jules Robuchon la représente vers 1900.